# Étourmi et ses évolutions

Étourmi et ses évolutions, Étourvol et Étouraptor, sont des espèces de Pokémon de quatrième génération. Ils évoluent respectivement aux niveaux 14 et 34.

## Apparitions

### Jeux vidéo
Étourmi, Étourvol et Étouraptor apparaissent dans série de jeux vidéo Pokémon. D'abord en japonais, puis traduits en plusieurs autres langues, ces jeux ont été vendus à plus de 200 millions d'exemplaires à travers le monde.

### Série télévisée et films
La série télévisée Pokémon ainsi que les films sont des aventures séparées de la plupart des autres versions de Pokémon et mettent en scène Sacha en tant que personnage principal. Sacha et ses compagnons voyagent à travers le monde Pokémon en combattant d'autres dresseurs Pokémon.